# 3 + 4 = 5
3 + 4 = 5 ist ein Jazzalbum des Mark Whitecage 4tet und des Joseph Scianni Trio. Die am 20. Juni 1997 in der Dunn Hall der State University of New York in Potsdam, New York, entstandenen Aufnahmen erschienen 1997 auf CIMP.

## Hintergrund
Der Titel dieses Albums bezieht sich auf die Tatsache, dass es aus Musik eines Quintetts besteht, das aus dem Joseph Scianni Trio (bestehend aus dem Pianisten Scianni, dem Bassisten Dominic Duval und dem Schlagzeuger Jay Rosen) sowie dem Mark Whitecage 4tet (mit Whitecage selbst auf Alt- und Sopransaxophon, dem Cellisten Tomas Ulrich sowie Duval und Rosen) besteht. Das Stück Moonlight and Martinis wurde in Triobesetzung von Trio: Joseph Scianni, Jay Rosen und Dominic Duval gespielt; Through the Tunnel wiederum von einem Trio aus Mark Whitecage, Tomas Ulrich und Joseph Scianni. An allen weiteren Stücke wirkten sämtliche an der Session beteiligten Musiker mit.
Am selben Tag des Konzerts, ebenfalls in der Dun Hall, entstand ein Mitschnitt mit Duetten Joseph Sciannis mit Mark Whitecage, Tomas Ulrich, Dominic Duval und Jay Rosen; sie erschienen auf dem Album Moon Flower bei CIMP.

## Titelliste
- Mark Whitecage 4tet & Joseph Scianni Trio: 3 + 4 = 5 (CIMP – CIMP 155)[3]
  1. August Wind – 8:16
  2. Office People – 11:49
  3. Dangerous Neighborhood – 7:24
  4. Moonlight And Martinis – 4:56
  5. Through The Tunnel – 12:38
  6. Broadway Two Step – 6:48
  7. Not Chat – 8:33
  8. Mozambique – 7:36

## Rezeption
Scott Yanow verlieh dem Album in Allmusic vier Sterne und schrieb, die Musik des Albums bestehe hauptsächlich aus ziemlich freien und intensiven Improvisationen mit einigen ruhigeren Momenten, die für Abwechslung sorgen würden. Es werde wohl einige Zeit dauern, bis diese Musik vollständig gehört sei, so der Autor, aber aufgrund der hohen Musikalität und des logischen (wenn auch sehr ambitionierten) Solospiels lohne sich die Mühe.
Richard Cook und Brian Morton haben dem Album in ihrem Penguin Guide to Jazz die zweithöchste Bewertung von dreieinhalb Sternen verliehen. Nachdem Whitecage in Robert Rusch von Cadence/CIMP einen Patron gefunden habe, scheine er die verlorene Zeit in Bezug auf das Aufnehmen von Alben unter einem Namen auszugleichen. 3 + 4 = 5 setze die gute Arbeit der vorherigen CD fort, aber das Gleichgewicht der Gruppe gerate durch die Hinzufügung von Pianist Scianni etwas schief, und trotz aller „Natürlichkeit“ sei die Aufnahme sowohl für Ulrich als auch für Duval ungünstig, weil man sie einfach nicht richtig bei einem Großteil der Session hören könne, so die Kritik der Autoren.